# 5998 Sitenský
5998 Sitenský eller 1986 RK1 är en asteroid i huvudbältet som upptäcktes den 2 september 1986 av den tjeckiske astronomen Antonín Mrkos vid Kleť-observatoriet i Tjeckien. Den är uppkallad efter den tjeckiska fotografen Ladislav Sitenský.